# 巴西尔二世

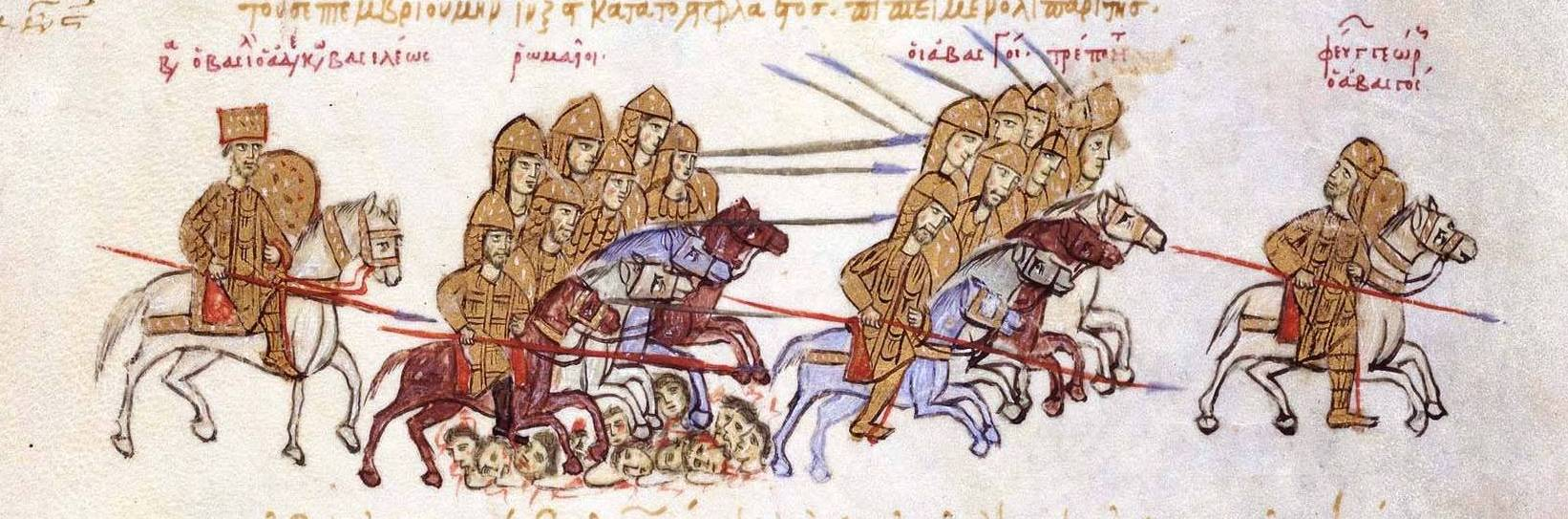
巴西尔二世的复制画像，《巴西尔二世东方教会礼仪书》

巴西尔二世（希臘語： Β΄，拉丁转写Basileios ΙΙ；958年－1025年12月15日），绰号保加尔人屠夫，是東羅馬帝國（也稱拜占庭帝國）的皇帝并统治帝国长达半个世纪（976年1月10日－1025年12月15日在位）。960年巴西尔与其弟君士坦丁被罗曼努斯二世加冕为共治皇帝，但在巴西尔二世亲政之前，皇权实际上掌握在两位将军尼基弗鲁斯二世（963年－969年）和约翰一世（969年－976年）之手。巴西尔二世亲政后的976－985年由巴西尔的舅祖父巴西尔·拉卡潘努斯实际统治，此后才真正掌握帝国四十余年。
巴西尔的统治早年主要面临两巴尔达斯叛乱（安纳托利亚兩大的军事权贵的内战）：巴尔达斯·斯科莱努斯和巴尔达斯·福卡斯相继爆发叛乱，989年福卡斯被杀，斯科莱努斯也在不久后投降，叛乱结束。此后巴西尔二世為扩張帝国领土对外发起了一系列战争：在西面，漫长的烽火彻底摧毁了帝国在欧洲的首要敌人保加利亞，奪回了淪陷幾世紀的多瑙河南岸，恢復了帝國除达契亚外的古老疆界；而在東面，尽管帝国曾于987－988年与法蒂玛王朝达成停战协议，但巴西尔仍對其動兵，直到1000年以停战告终，同時对格鲁吉亚王国取得了一连串胜利；在北面，與可萨汗国的战争則使克里米亚重新回歸帝国。
尽管战火接近不停歇，巴西尔仍以一名傑出管理者的身份脫穎而出，不僅削弱了掌控帝国军事和行政的权贵家族（Dynatoi，地主鄉紳）、充实了帝国国库，還使其拥有四个世纪以来最廣袤的领土。虽然巴西尔的继任者多顯无能，但帝国在其去世后仍然保持了几十年的繁荣。巴西尔在位期间做出最重要的决定之一就是将其妹“紫衣贵族安娜”与基辅的弗拉基米尔一世联姻以换取军事支持，这些罗斯人的军队最终被组建为诸如瓦兰吉卫队的军队编制单位。而安娜和弗拉基米尔的婚姻促成了基辅罗斯大公国信仰东正教，也使得后来基辅罗斯的继承国（俄罗斯）接纳了東羅馬的宗教和文化传统。巴西尔二世虽然被视为希腊的民族英雄，但保加尔人对其十分厌恶。

## 外貌和性格
出生在巴西尔统治末期的庭臣和历史学家米海爾·普塞洛斯在他的著作《编年史》中描述了巴西尔的外貌。普塞洛斯形容他是一个敦实的人，身材比常人矮小，不过骑上马的巴西尔则令人印象深刻。他有一双浅蓝色的眼睛，浓密的弯型眉毛和络腮胡，每当他陷入沉思或生气的时候，他就会用手指把弄胡须，但他在后来的生活中只留下少许胡须。普塞洛斯还描述巴西尔不是一个能言善辩的演说者，他的笑起来声音很大并且全身抖动。巴西尔还被描述成具有苦行寡欲的品质，他很少关心宫廷的排场与礼仪，通常穿着一件暗淡的深紫色的长袍，上面仅装饰着少量皇帝服饰的宝石。他同时被描述为一个有能力的行政统治者，去世后为继任者留下了一个充足的国库。据说巴西尔蔑视文学文化，轻视帝国的学术阶层。
根据19世纪历史学家乔治·芬利的描述，巴西尔二世视自己“谨慎、公正、虔诚；其他人则认为他苛刻、贪婪、残忍、偏执。他对希腊式的学问莫不关心，他拥有高尚的拜占庭式的道德品质，这种道德品质来源更多的是保留了古罗马而非古希腊文化”。现代历史学家约翰·朱利叶斯·诺威奇关于巴西尔写到“没有一个不孤独的人能够坐拥拜占庭皇位，所以巴西尔丑陋、肮脏、庸俗、粗鲁、市侩和近乎病态的性格不足为奇。但他又是一位非拜占庭式的皇帝，只关心帝国的强盛，也难怪帝国会在他手上达到巅峰”。

## 生平事迹

### 早年事迹

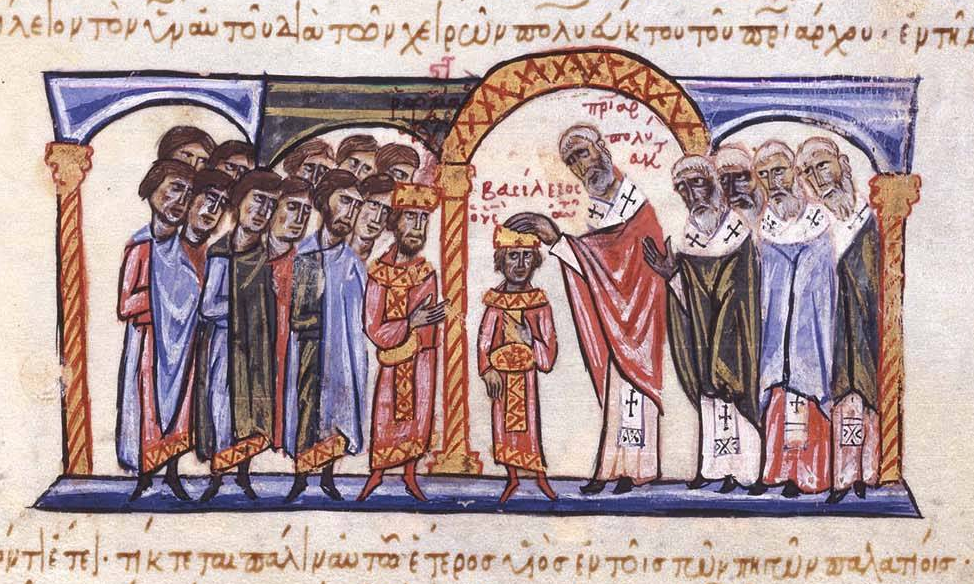
巴西尔二世被加冕为共治皇帝，《历史概要》

巴西尔生于约958年。他和他的父亲罗曼努斯二世、祖父君士坦丁七世一样都拥有生于紫室的称号，这是皇帝在位时出生的孩子才能拥有的。巴西尔是罗曼努斯二世和第二任皇后希腊拉科尼亚的狄奥法诺的长子，狄奥法诺是贫穷的酒店老板克拉特罗斯的女儿，他们可能来自斯巴达城，姐姐名叫海伦娜（生于约955年）。959年君士坦丁七世去世后，罗曼努斯二世成为唯一的皇帝，然后在960年4月22日加冕巴西尔为共治皇帝，在962或963年加冕巴西尔的弟弟君士坦丁（生于960或961年，君士坦丁八世最终在1025－1028年成为唯一实权皇帝）为共治皇帝。963年5月15日罗曼努斯二世在小女儿“紫衣贵族”安娜出生两天后去世，年仅24岁。当时普遍认为罗曼努斯二世死于毒杉中毒，编年史学家利奥和约翰·斯库利特泽斯暗示皇后狄奥法诺是罪魁祸首。根据斯库利特泽斯的说法，狄奥法诺之前还和罗曼努斯二世共同谋杀了君士坦丁七世。

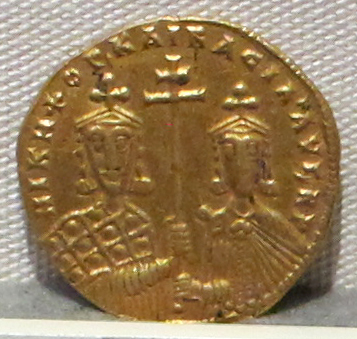
印有尼基弗鲁斯二世 （左）和巴西尔二世（右）的金币

963年罗曼努斯二世去世时，巴西尔和君士坦丁还太小，无法独立统治。尽管帝国元老院承认他们的皇帝身份，并让他们的母亲狄奥法诺成为摄政，但实际上权力掌握在内廷侍从官（Parakoimomenos，παρακοιμώμενος）约瑟夫·布里伽斯手中，狄奥法诺并不信任布里伽斯。另一位强敌是内廷侍从官巴西尔·拉卡潘努斯，他是巴西尔二世曾祖父罗曼努斯一世的私生子，他也是一个宦官，在君士坦丁七世时期就已担任内廷侍从官，并且还是罗曼努斯二世的太傅。布里伽斯的另一个对手尼基弗鲁斯·福卡斯将军正准备班师回朝，他是一位战功赫赫且广受爱戴的将军，不久前收复了克里特岛，还成功突袭了奇里乞亚和叙利亚，甚至洗劫了阿勒颇。福卡斯在7月就被部下拥立为皇帝并向君士坦丁堡进军，尽管布里伽斯招兵买马试图阻止，但首都民众更支持尼基弗鲁斯。布里伽斯不得不把他的职位留给拉卡潘努斯后迅速出逃，尼基弗鲁斯·福卡斯在963年8月16日正式加冕为皇帝。
同年9月20日福卡斯迎娶狄奥法诺，对双方而言这都是第二次婚姻，尼基弗鲁斯被认为是巴西尔或君士坦丁或者两人共同的教父。尽管普世牧首波利埃克塔斯反对这场婚姻，但教会最终还是宣布这桩婚姻有效，尼基弗鲁斯成为罗曼努斯二世孩子的监护人，也让他的皇位更具合法性。然而尼基弗鲁斯二世在969年的12月被他的侄子约翰·齐米斯和狄奥法诺合谋杀害，前者被加冕为约翰一世并流放了狄奥法诺，随后与罗曼努斯二世的妹妹狄奥多拉结婚。976年1月10日约翰一世去世，巴西尔才真正掌握实权，随即接回修道院的狄奥法诺。

### 安纳托利亚叛乱

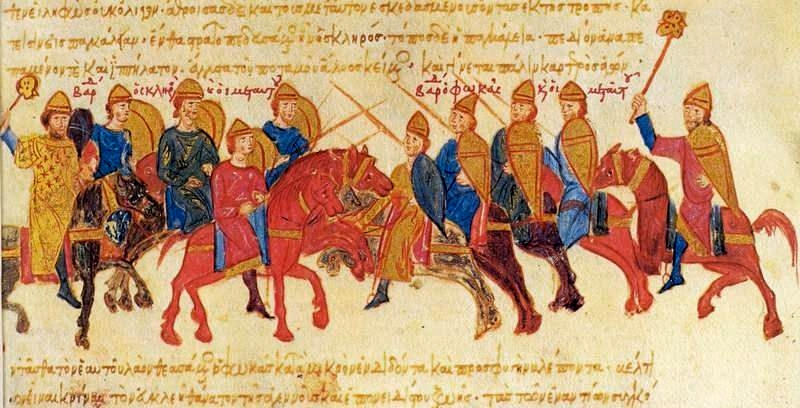
巴尔达斯·斯科莱努斯和巴尔达斯·福卡斯军队战斗的插画，《历史概要》

巴西尔二世在马上是一名出色的士兵，在马下取得的成就也证明了他是能力出色的将军和强而有力的统治者。巴西尔统治早期，行政大权仍然掌握在巴西尔·拉卡潘努斯手上。作为帝国元老院的议长，拉卡潘努斯是一位老谋深算又才华横溢的政治家，他希望年轻的皇帝成为他手中的傀儡。巴西尔对此则充耳不闻并静待时机，全身心的投入到行政事务和军事科学的学习中。尼基弗鲁斯二世和约翰一世都是杰出的军事家，但行政管理方面十分糟糕。约翰一世统治末期，才开始计划推行遏制大地主权力的政策，在公开推行政策不久后就去世。传闻是拉卡潘努斯毒杀了皇帝，因为他非法获得了大量的土地而害怕被调查和惩罚。巴西尔统治之初，前任皇帝们失败的统治带来了严重的问题：安纳托利亚强大的军事权贵巴尔达斯·斯科莱努斯和巴尔达斯·福卡斯有足够的实力公开违抗皇帝的权威。

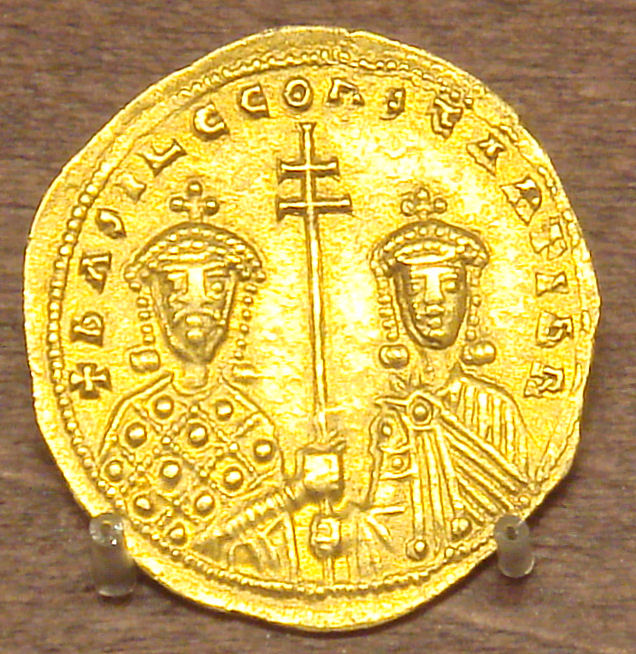
希斯塔门农（一种拜占庭金币），上的巴西尔二世（左）和 君士坦丁八世（右）

斯科莱努斯和福卡斯都是久经沙场的将军，希望像尼基弗鲁斯二世和约翰一世那样成为皇帝，然后让巴西尔重新成为无足轻重的共治皇帝。巴西尔对此表现得十分冷酷无情，他亲自率军在陶-克拉杰伊大公大卫三世和托鲁尼克率领的12,000名格鲁吉亚士兵的帮助下平定了斯科莱努斯（979年）和福卡斯（989年）的叛乱。巴西尔·拉卡潘努斯则在985年叛乱期间倒台，他被控诉与叛军密谋造反，随后被判处流放并将所有财产充公。
两位叛军领袖的关系十分复杂。福卡斯在平定斯科莱努斯叛乱中发挥了重要作用（巴西尔二世任命被软禁的福卡斯领军出征）。而当福卡斯叛乱时，斯科莱努斯则从流亡返回支援他。当福卡斯在战场身亡后，被福卡斯囚禁的斯科莱努斯成为叛军领袖。巴西尔的弟弟君士坦丁对政治、治国方略、军事指挥毫无兴趣，也率领军队和巴西尔并肩作战，这是他一生中唯一一次担任军事指挥官。989年斯科莱努斯迫兵不血刃的向巴西尔投降。虽然斯科莱努斯未被处死，但他去世时已经双目失明，可能是疾病原因或巴西尔对他叛乱的惩罚。
两巴尔达斯叛乱对巴西尔二世统治的观念和方式产生了深远影响。被击败的斯科莱努斯给巴西尔的忠告使其铭记于心，普塞琉斯记述了这段话：“削弱那些居功自傲的地方长官。不要让出征的将军携带过多物资。用不公正的苛刻命令使将军们疲于奔命，只能忙于自己的事务。禁止妇女干涉国政。不要亲近任何人。只有少数人能和您分享最机密的计划。”。

### 与罗斯结盟
为了应付这些危险的叛乱，巴西尔和基辅罗斯的弗拉基米尔一世结成同盟。988年弗拉基米尔一世占领了帝国在克里米亚半岛的主要据点克森尼索，他提出从克森尼索撤军并派遣6,000名士兵支援巴西尔，作为交换要求与巴西尔的妹妹安娜联姻。最初巴西尔有所犹豫，罗马人视所有的北欧民族包括法兰克人和斯拉夫人为蛮族。安娜也不同意嫁给一个蛮族统治者，因为这样的婚姻在帝国历史上没有先例。
弗拉基米尔一世承诺给自己洗礼并使他的人民皈依基督教，巴西尔最终同意了这门婚事，989年弗拉基米尔和安娜在克里米亚完婚。罗斯的战士也加入了巴西尔的军队，并在平定叛乱起到重要作用，他们之后被组建成瓦兰吉卫队。这场联姻具有非常深远的影响，标志着许多世纪之后莫斯科大公国开始自称为“第三罗马”，同时还宣称自己是拜占庭帝国文化和政治遗产的继承者。

### 对法蒂玛王朝的战争
内战平息之后，巴西尔迅速将注意力转移到帝国的其他敌人身上。长年的内乱削弱了帝国东部的实力，尼基弗鲁斯二世和约翰一世的胜果几乎被法蒂玛王朝夺回。在987-988年帝国和法蒂玛王朝签订了一个七年的停战协议，协议包括交换战俘、承认拜占庭皇帝是法蒂玛王朝统治下基督徒的保护者、承认法蒂玛哈里发是拜占庭帝国统治下穆斯林的保护者以及在君士坦丁堡清真寺主麻日（穆斯林星期五的聚礼日）的祈祷中，阿巴斯哈里发的名字被替换为法蒂玛哈里发。该协议维持了相当长的一段时间，直到991年维齐尔亚库布·伊本·基里斯 去世，法蒂玛哈里发阿齐兹·比拉在叙利亚边境问题上选择更具侵略性的强硬立场，并任命曼殊塔金为大马士革总督。

#### 曼殊塔金突袭阿勒颇和巴西尔第一次出征叙利亚
991年阿勒颇埃米尔萨德·达瓦去世后，哈里发阿齐兹在新任埃米尔的叛逃政敌的鼓动下，认为巴西尔对阿勒颇的局势无力干涉，决定重新进攻被拜占庭保护的阿勒颇酋长国（此前该国作为拜占庭和法蒂玛之间的缓冲国）。曼殊塔金入侵并包围了阿勒颇城后在992年6月击败了安条克都督（Doux，δοὺξ；Doukas，Δούκας）米海尔·部耳特泽斯。阿勒颇城易守难攻，在993年年初经过长达13个月的围攻，曼殊塔金因缺乏补给被迫撤回大马士革。
994年曼殊塔金再次围攻阿勒颇，并在9月的奥伦特战役中再次击败部耳特泽斯。这场败仗促使巴西尔亲自率军东征，经过16天的强行军穿越小亚细亚，巴西尔于995年4月抵达阿勒颇。帝国军队突然抵达和被夸大的谣言在军营中流传使得法蒂玛军队发生恐慌，特别是曼殊塔金完全没有料到拜占庭的援军而把骑兵分散到阿勒颇城周边放牧。尽管曼殊塔金仍然有一支休整良好的大军，但实际战局俨然处于劣势。于是他放弃继续围攻阿勒颇，在烧毁了营帐后再次撤回大马士革。帝国军队转而围攻的黎波里未果后占领了塔尔图斯，同时这支军队还加强了驻守亚美尼亚地区的地方军。此时哈里发阿齐兹准备率军亲征并开始大规模的准备工作，但在他死后就终止了。

#### 第二次叙利亚远征和缔结和平条约
随着拜占庭支持泰尔城的反法蒂玛起义，拜占庭和法蒂玛依旧处于战争状态。998年接替部耳特泽斯的达米安俄斯·达拉森俄斯对阿帕米亚发起进攻，但同年7月19日被法蒂玛将军杰什·伊本·萨姆萨马击败。这场败仗迫使巴西尔亲上前线：他在999年10月抵达叙利亚，亲自坐镇三个月。巴西尔的军队首先袭击了夏萨的一个驻军据点巴勒贝克，然后烧毁了阿布库拜斯、迈斯亚夫和阿尔卡附近地区的三个小堡垒。然而12月围攻的黎波里失败，难以威胁到霍姆斯城，戰局不利於東羅馬，但隨後法蒂瑪主力軍在大數戰敗，巴西尔的注意力便转向了大卫三世遇害后格鲁吉亚的事态发展上，于是他在1000年1月前往西里西亚并派遣使者前往开罗进行和谈。
1000年两国签订了一个十年的和平协议。法蒂玛哈里发哈基姆·比阿穆爾·阿拉（统治时间：996-1021年）之后的统治时间里更关注内政，两国关系趋于和平。即使在1004年阿勒颇埃米尔阿布·穆罕默德·卢卢·莱·卡比尔承认法蒂玛的宗主地位和1017年受法蒂玛支持和任命的阿齐兹·达维拉成为新任阿勒颇埃米尔都没有导致两国重新敌对。而哈基姆也希望继续维持与拜占庭的关系，不久就让达维拉重新成为独立的统治者。不过哈基姆在国内迫害基督徒，特别是1009年他下令摧毁了耶路撒冷的圣墓大教堂还是损害了两国关系。而法蒂玛当局对阿勒颇以及煽動敘利亞非主流宗派基督徒造反，也成为拜占庭-法蒂玛隨時開戰的導火線。直至11世纪30年代末，東羅馬擊敗法蒂瑪之後，雙方在敘利亞的消長才告一段落。

### 征服保加利亚

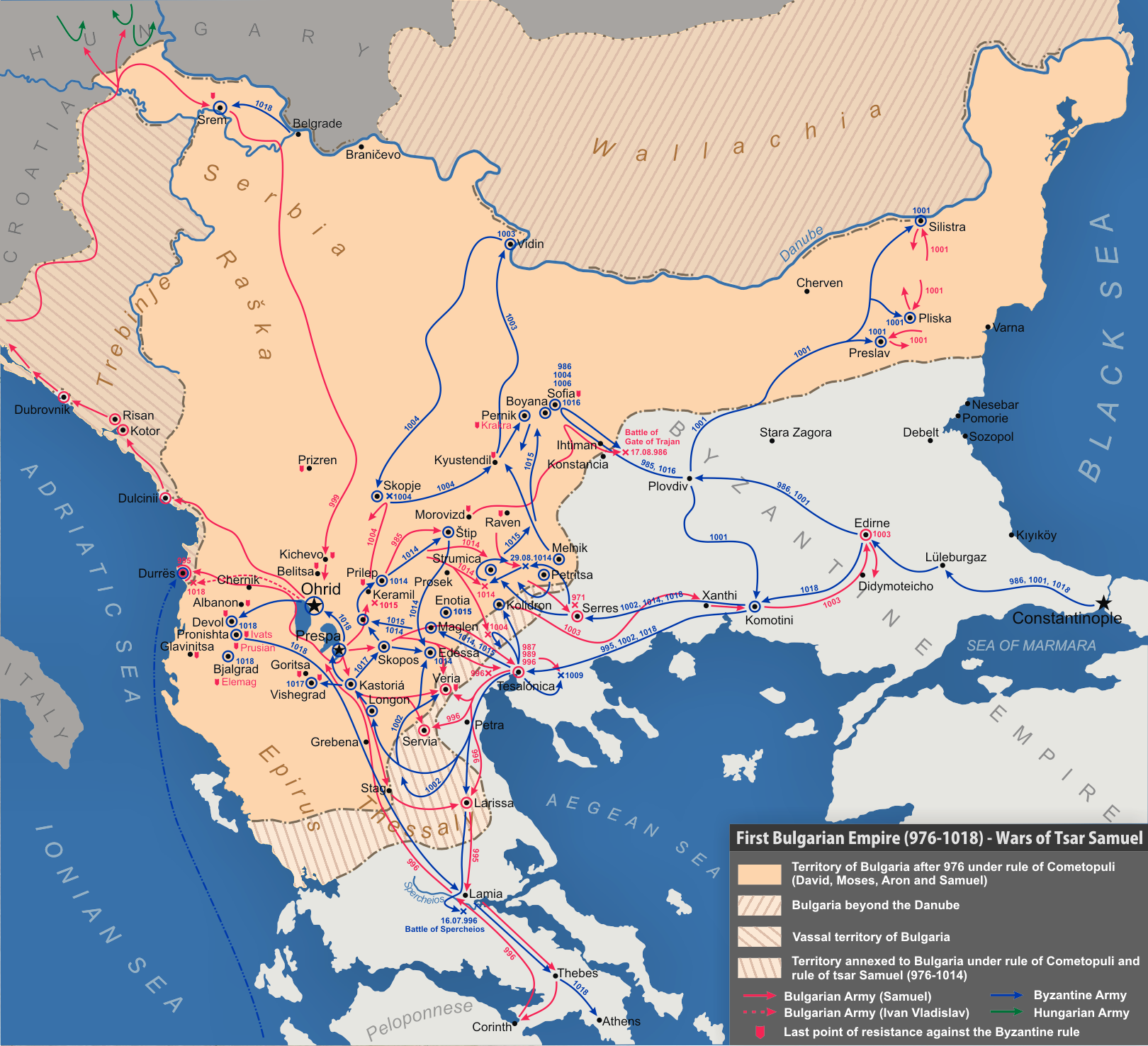
拜占庭-保加利亚战争进攻路线图

巴西尔试图光复拜占庭帝国故土，在第二个千年的开始，巴西尔向他最大的敌人保加利亚沙皇塞缪尔宣战。30年前基辅罗斯大公斯维亚托斯拉夫一世入侵保加利亚后，约翰一世趁机占领了保加利亚的部分地区。但在塞缪尔（此时为保加利亚的将军）和他兄弟的领导下，保加利亚其他地区仍然不受拜占庭帝国的控制。
由于保加利亚人自976年以来不停的袭击拜占庭占领区，于是拜占庭政府通过释放之前被俘的保加利亚沙皇鲍里斯二世试图挑起他们内部矛盾。然而这一策略失败了，于是巴西尔在国内叛乱结束后不久稍作休息就率领30,000名精锐士兵前往保加利亚，并于986年围攻斯雷德兹（索菲亚）。由于攻城损失巨大在加上担心国内地方官员谋反，巴西尔放弃围城撤回色雷斯，但在返回途中在图拉真之门遭到保加利亚军队伏击损失惨重，巴西尔本人在瓦兰吉卫队的掩护下勉强逃走。此后巴西尔试图通过拉拢塞缪尔的弟弟阿伦挑起保加利亚内部矛盾挽回损失，阿伦被巴西尔将自己的妹妹许配给他的条件所吸引，但实际上送过来的新娘是个冒充者致使谈判破裂，987年塞缪尔处决了阿伦。战争来到991年，尽管拜占庭俘虏了保加利亚的傀儡沙皇罗曼，但是默西亚地区被保加利亚人攻占。

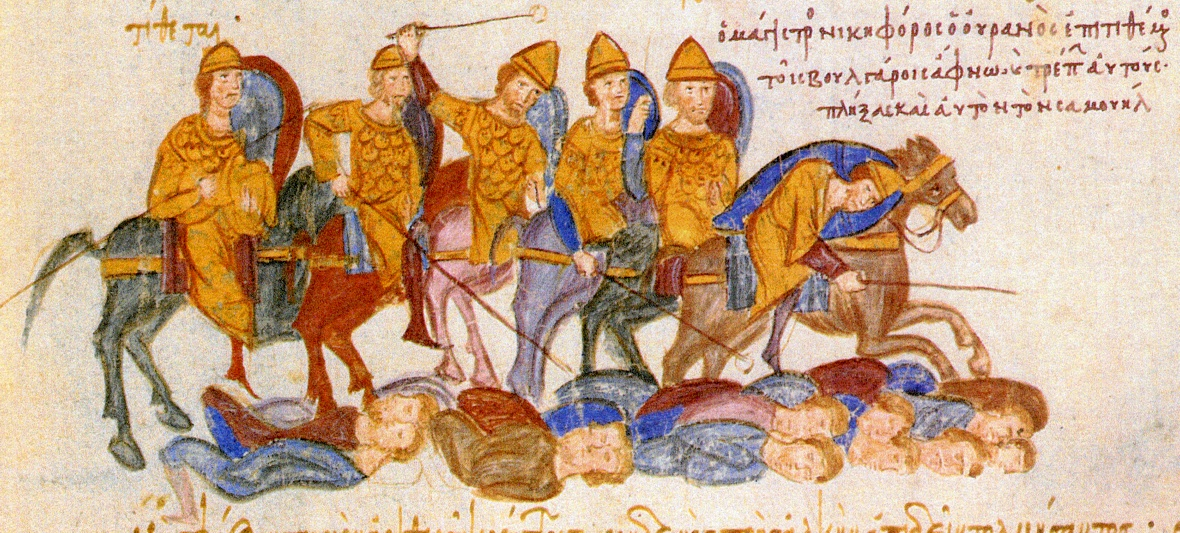
克雷迪昂战役中拜占庭人战胜保加利亚人，《历史概要》

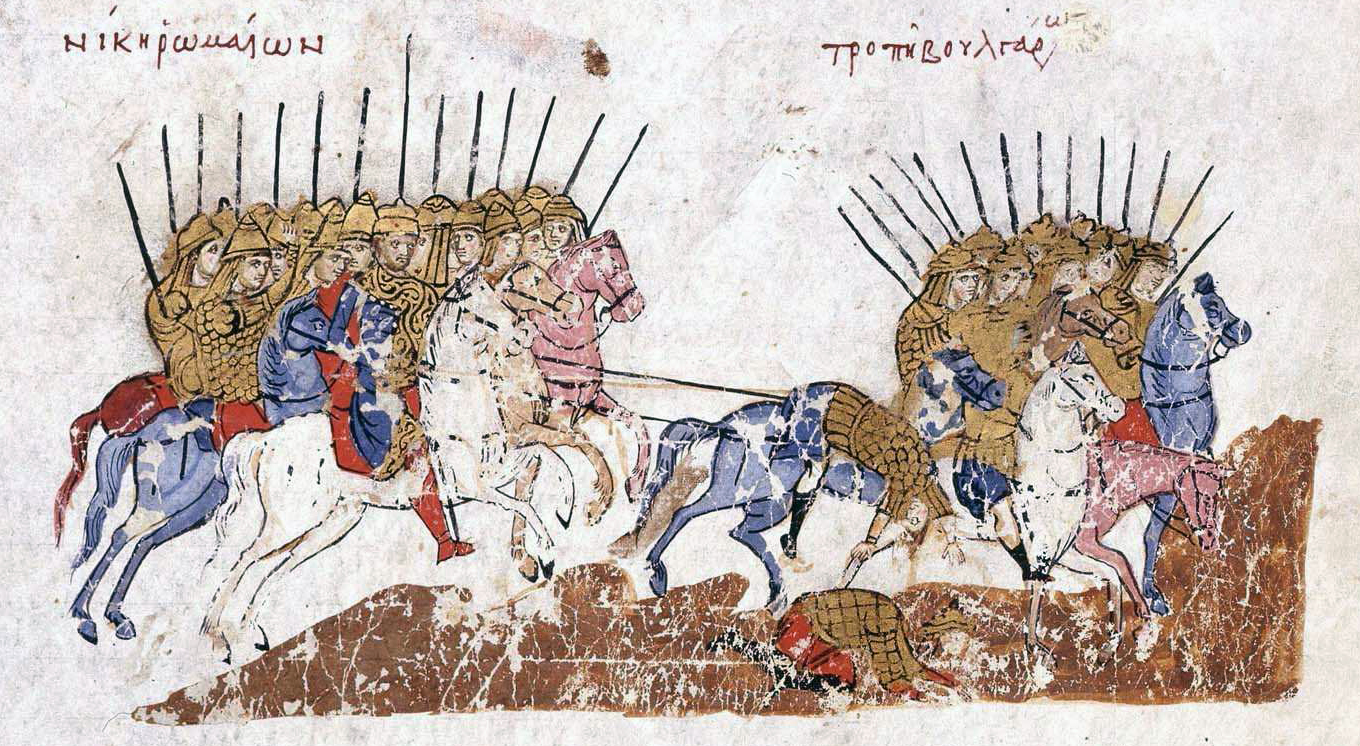
胜利的拜占庭铁甲圣骑兵追击溃逃的保加利亚重骑兵，《历史概要》

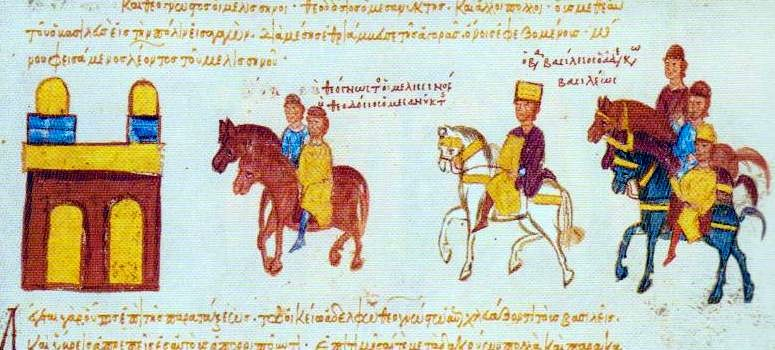
巴西尔二世在君士坦丁广场举行凯旋式，《历史概要》

当巴西尔忙于应付国内叛乱和稳固东方国境的军事局势时，塞缪尔已经收复了在斯维亚托斯拉夫一世入侵之前大部分保加利亚控制的领土，将其统治范围扩展到从亚得里亚海至黑海。塞缪尔指挥军队突袭拜占庭领土甚至直达希腊中部。996年拜占庭将军尼基弗鲁斯·乌冉俄斯在色萨利的斯佩耳刻俄斯战役中击溃了保加利亚军队的突袭，只有塞缪尔和他的儿子加布里埃尔侥幸逃脱。
从1000年开始，巴西尔专注于保加利亚战场，他以坚韧不拔的毅力和战略性的洞察力指挥着这场战争。1000年拜占庭将军尼基弗鲁斯·西菲亚斯和忒俄多罗卡诺斯占领了保加利亚旧都大普雷斯拉夫以及小普雷斯拉夫镇和普利斯卡。1001年巴西尔亲自坐镇塞萨洛尼基，重新夺回了埃泽萨、韦尼亚和塞尔维亚城。第二年巴西尔将军队驻扎在菲利普波利斯，然后占领了西巴尔干山到多瑙河之间的军事要道，切断了塞缪尔的马其顿腹地和默西亚之间的联系。分割战略成功后巴西尔开始围攻维丁，经过漫长的围城后将其攻陷。对此塞缪尔的应对措施是向拜占庭的腹地色雷斯发动了一次大规模突袭，出其不意的攻陷了色雷斯的主要城市阿德里安堡（哈德良堡）。
塞缪尔带着从色雷斯劫掠的物资返回，在斯科普里附近被巴西尔指挥的拜占庭军队截获，巴西尔的军队集中突袭了保加利亚军营地将其击败，夺回了阿德里安堡被劫掠的物资。斯科普里城也在此战不久后投降，巴西尔也以友善的态度接待了该城的总督罗曼·西蒙斯（Roman Simeon）。1005年都拉斯总督阿索提俄斯·塔罗尼忒斯率城向拜占庭投降， 都拉齐翁地区的叛变致使塞缪尔的核心领土西马其顿被彻底孤立。塞缪尔被迫采用了完全防御的策略：大规模加强从拜占庭人控制的海岸线和山岭到自己领地之间道路的防御。在接下来的几年，拜占庭并未取得显著战果，攻势有所放缓。尽管如此1009年保加利亚发起反击攻势在塞萨洛尼卡以东的克雷塔战役被击退。
1014年巴西尔准备发起攻势彻底摧毁保加利亚的抵抗。同年7月29日在克雷迪昂战役中，巴西尔和尼基弗鲁斯·西菲亚斯将军出奇制胜击败了正在关隘设防的保加利亚军队。塞缪尔靠着他的儿子加布里埃尔英勇奋战才得以逃脱。此战彻底击垮了保加利亚人的抵抗，巴西尔对被俘的保加利亚人进行了残忍的报复：据说他抓获了15,000名战俘，每100人将其中99人挖去双眼后释放，只留下一个独眼人带领其他人回去。塞缪尔在看到这群被刺瞎的士兵后精神崩溃，在两天后的1014年10月6日中风去世。
保加利亚人因为巴西尔的残暴镇压又抵抗了四年，最终在1018年因拜占庭持续的军事压力和成功分裂削弱保加利亚统治阶层的外交策略而投降。征服保加利亚战争的胜利和塞尔维亚人的臣服实现了巴西尔的目标之一：帝国400年来首次恢复古老的多瑙河边境防御线。
过去保加利亚的盟友，克罗地亚的国王克雷西米尔三世和戈斯拉夫如今臣服于巴西尔以免遭受和保加利亚同样的命运。巴西尔热情的接受了他们臣服的请求并授予其贵族头衔（patrikios，πατρίκιου），克罗地亚直到1025年巴西尔去世前一直是拜占庭帝国的附庸。巴西尔返回君士坦丁堡前在雅典庆祝战争胜利。巴西尔对待战败的保加利亚人展现出了高度的政治才能，他授予众多原保加利亚统治阶层宫廷头衔、地方行政职务和军队高级指挥权，试图通过这种方式将保加利亚精英集团纳入拜占庭社会。因为保加利亚没有拥有和拜占庭相同程度的货币经济，巴西尔二世决定接受保加利亚人用实物缴税。但是他的继承者们推翻了这一政策，这也导致保加利亚人的不满并在11世纪后半叶发起叛乱。

### 对可萨人的战争

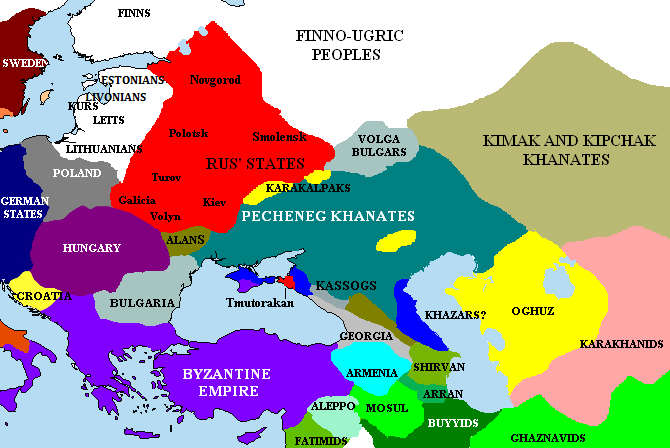
公元1015年的 东欧大草原。蓝色区域表示可萨汗国大概的控制区域。

尽管基辅罗斯在10世纪60年代打破了可萨人在东欧草原的霸权，但是拜占庭并没能充分利用这次权力真空来恢复对克里米亚和黑海周边地区的统治。1016年拜占庭军队和切尔尼科夫大公姆斯季斯拉夫一同进攻克里米亚，此时克里米亚的大部分处于以克赤为统治中心，可萨人的继承者乔治·祖尔王国的统治之下。据拜占庭历史学家刻德壬俄斯的记载：祖尔战败被俘，可萨人的继承者王国被摧毁，拜占庭占领了克里米亚南部。

### 对格鲁吉亚的反击战

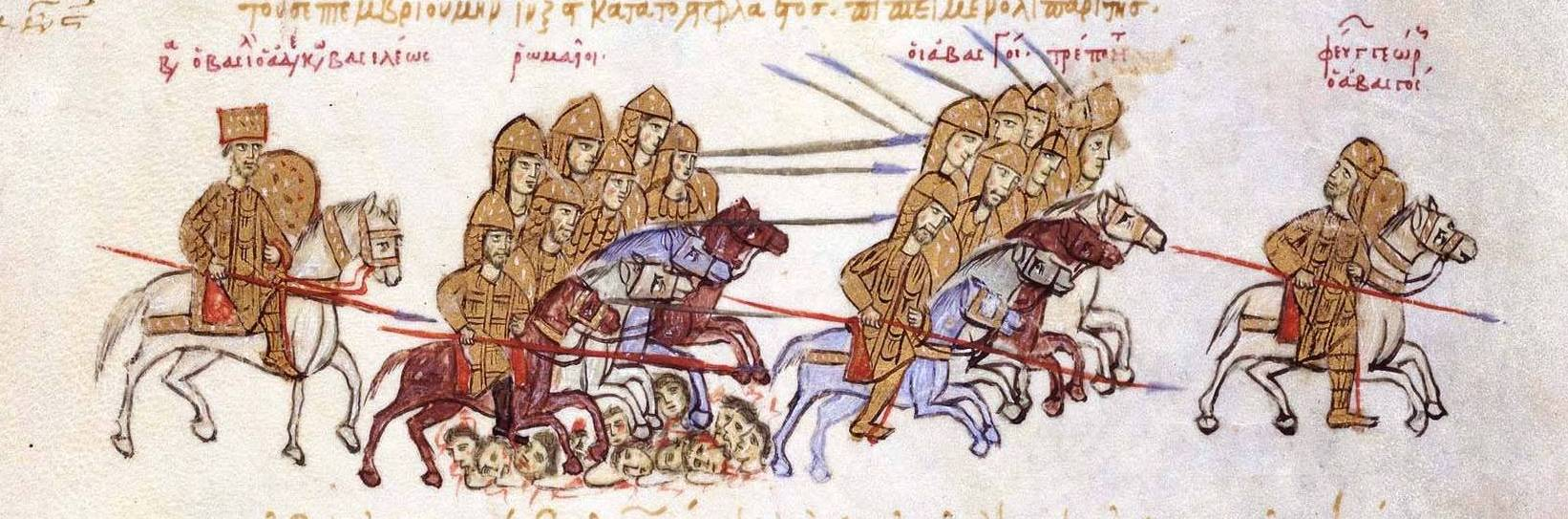
拜占庭皇帝巴西尔二世击败格鲁吉亚王国乔治一世（阿布哈兹的乔治），其中右边的乔治一世在骑马逃跑，左边的巴西尔二世举着盾牌和长矛追击，《历史概要》第195页

976年由巴尔达斯·斯科莱努斯领导的全面叛乱爆发后，拜占庭帝国的领土完整受到威胁，叛军在取得一些列胜利后几乎占据了小亚细亚。紧要关头，格鲁吉亚的陶-克拉杰伊大公大卫三世支援了巴西尔，潘卡莱亚战役巴西尔取得决定性胜利后。大卫三世被授予终身统治小亚细亚东部帝国核心领土。然而在987年的巴尔达斯·福卡斯的叛乱中大卫三世拒绝援助皇帝，引起了君士坦丁堡当局对这位格鲁吉亚统治者的不满。叛乱失败后，大卫三世被迫承诺去世后由巴西尔二世继承他庞大的遗产。1001年大卫三世去世，巴西尔二世继承了陶（Tao）、法西亚涅斯和斯佩里。这些省份被组建起以狄奥多西波利斯为省会的伊比利亚军区，格鲁吉亚巴格拉季昂王朝继承者巴格拉特三世也被迫承认这一安排，然而巴格拉特三世的儿子乔治宣称应由自己继承大卫三世长期以来的遗产。乔治年轻并且野心勃勃，他发起了旨在恢复库洛帕拉提斯（Kuropalates，κουροπαλάτης）大卫三世在格鲁吉亚继承权的战争，并在1015-1016年占领了陶（Tao）。为此巴格拉特与法蒂玛哈里发哈基姆结盟迫使巴西尔无暇顾及乔治的进攻，而拜占庭帝国在西方深陷于保加利亚人的战争无力抽身。在1018年拜占庭征服保加利亚和哈基姆去世后，巴西尔二世立刻率军进攻格鲁吉亚。为了准备这场针对格鲁吉亚王国的大规模战争，巴西尔首先重建了狄奥多西波利斯的防御工事。
1021年末，巴西尔率领包括瓦兰吉卫队在内的庞大军队进攻格鲁吉亚和他们的盟友亚美尼亚，收复了法西亚涅斯，然后越过陶的边界进入格鲁吉亚的腹地。乔治烧毁了奥尔图以防止它落入敌手，然后撤回格莱，两军在9月11日帕拉卡齐奥湖畔的希姆里尼村附近爆发了血战：皇帝付出高昂的代价最终赢得胜利，乔治被向北迫撤回国内。巴西尔紧接着劫掠格鲁吉亚后在冬天撤回特拉比松。
随后拜占庭和格鲁吉亚的冲突经过多次协商均以失败告终。乔治从卡赫季王国获得增援，而后勾结拜占庭将军尼基弗罗斯·福卡斯·巴里特拉海洛斯（巴尔达斯·福卡斯之子）和尼基弗鲁斯·西菲亚斯，他们在皇帝后方爆发叛乱但很快被镇压。12月乔治的盟友亚美尼亚瓦斯普拉坎国王塞尼柯林因为长期被塞尔柱突厥人袭扰而内附帝国。1022年初巴西尔发起了最终攻势，在斯文达克斯战役击败格鲁吉亚人。受到了帝国海陆双重大军的威胁后，乔治同意了一项条约将陶、法西亚涅斯、格莱、阿尔达汉和扎瓦赫季移交给拜占庭，并让自己的年幼儿子巴格拉特作为巴西尔的人质。

### 政策

#### 财政政策
992年巴西尔二世和威尼斯总督彼得罗二世签订了一项协议，规定将威尼斯在君士坦丁堡的关税从30诺米斯玛塔（拜占庭货币）缩减至17诺米斯玛塔，作为回报，威尼斯同意在战时将拜占庭的军队运送至南意大利。据估计，拜占庭的自耕农在缴纳最优质土地一半的税金后预计收益为10.2诺米斯玛塔，因此巴西尔深受乡村农民阶层的爱戴，也正是这一阶层为巴西尔提供了大量兵源和生产军事物资。为了确保农民的支持，巴西尔通过立法保护了小自耕农并降低了他们的税金。尽管战争持续不断，但巴西尔的统治时代仍被认为是农民阶层相对繁荣的时代。
为了保护中下产阶层，巴西尔对小亚细亚庞大的是私有土地系统进行了残酷的改革，这也是前任皇帝罗曼努斯一世曾力图推行。996年1月实施了限制财产所有权的新法令：个人如果不是按照934年《罗曼努斯法令》（Novels of Romanos）规定方式获取的土地，其所有权宣告无效，该土地合法拥有者可以收回，《罗曼努斯法令》颁布前已获得土地允许继续持有。1002年巴西尔还引入了联保税（Allelengyon，ἀλληλέγγυον） ，这一特殊税法规定权贵(富有的地主) 有义务为低收入纳税人缴纳所欠税款。显然事实证明这一税法并不受拜占庭社会富裕阶层的欢迎，但巴西尔依旧坚持推行该税法，直至罗曼努斯三世在1028年废除。到1025年帝国年税收7,000,000诺米斯玛塔，在巴西尔谨慎的政策下给帝国国库积累至14,400,000诺米斯玛塔（约200,000英镑/90吨黄金）。尽管巴西尔一生试图打压权贵，但他死后权贵再次掌控了政府
。

#### 军事政策
巴西尔在军中广受赞颂，因为他统治的绝大多数时间都是和军队共同出征而不是像诸多先皇一样在君士坦丁堡发号施令。军队在很大程度上拥护巴西尔，也使他在政治和宗教议题上经常采取强硬的立场。巴西尔本人过着军人般的生活，每天和士兵吃着同样的口粮。他为那些牺牲军人的孩子提供庇护，给与他们住所、食物和教育，许多孩子成年后接替他们的父辈成为巴西尔军队的士兵和军官。
巴西尔二世在军事组织上并没有创新：在被征服的土地上建立一个以要塞城镇为中心的小型军区或将军辖区（strategiai，στρᾰτηγῐ́αι），这是自10世纪尼基弗鲁斯二世和约翰一世重新光复帝国东部以来的共同策略。此外设立都督（Doux，δοὺξ；Doukas，Δούκας）或督军（katepano，κατεπάνω）指挥大型政区（伊比利亚军区建立于1000年、阿斯帕卡尼亚或上米底亚（Upper Media）军区建立于1019或1022年、帕利斯特隆军区建立于1000或1020年、保加利亚军区建立于1018年、西耳米乌姆军区建立于1019年）。巴西尔二世时期军队的确切规模不得而知，但估计高达110,000人，这还不包括在君士坦丁堡的帝国禁卫军（Tagma，τάγμα）。即使和9-10世纪帝国大约约120,000规模的建制军，或是查士丁尼一世时期的150,000–160,000左右规模的野战军相比，巴西尔时期的军队规模也是相当庞大。然而与此同时，巴西尔统治时期帝国海防开始依赖盟国，尤其是威尼斯，标志着拜占庭海军在11世纪缓慢衰落
。

### 晚年与过世

1025年巴西尔二世去世时的拜占庭帝国

巴西尔二世晚年实现了对亚美尼亚巴格拉季昂王朝统治下各诸侯国的吞并，并得到亚美尼亚国王霍凡尼特尚巴特三世的承诺：在其去世后亚美尼亚首都及周边地区并入拜占庭。1021年瓦斯普拉坎国王塞尼柯林将自己的瓦斯普拉幹王國内附帝国以换取塞巴斯蒂亚的地产安度晚年，巴西尔在这些亚美尼亚高原边境上建立了坚固的要塞。拜占庭军队还殲滅了倫巴底人的殘餘勢力以及首批諾曼人在義大利的遠征軍、收复了过去150年里在南意大利沦陷的领土。
巴西尔二世于1025年12月15日去世，此时他正准备军事远征收复西西里岛。他是拜占庭在位时间最长的皇帝，在他去世时帝国疆域从南意大利延申到高加索，从多瑙河跨越到黎凡特，这是四个世纪以前穆斯林入侵以来帝国最大的疆域。巴西尔原本准备安葬于圣使徒大教堂的君士坦丁一世圆形大厅中最后一个石棺里，但是他的兄弟、继承人君士坦丁八世将他安葬到君士坦丁堡城墙外位于赫普多蒙皇宫建筑群中的圣约翰神学家（即福音传道者）大教堂。
巴西尔二世的墓志铭赞颂他战争的胜利，他最后的安息之处刻有以下碑文：
| 原始文本 | 英文译文 | 中文译文 |
| --- | --- | --- |
| στίχοι ἐπιτάφιοι εἰς τὸν τάφον κυροῦ Βασιλείου τοῦ Βουλγαροκτόνου καὶ βασιλέως. ἄλλοι μὲν ἄλλῃ τῶν πάλαι βασιλέων αὑτοῖς προαφώρισαν εἰς ταφὴν τόπους, ἐγὼ δὲ Βασίλειος, πορφύρας γόνος, ἵστημι τύμβον ἐν τόπῳ γῆς Ἑβδόμου καὶ σαββατίζω τῶν ἀμετρήτων πόνων οὓς ἐν μάχαις ἔστεργον, οὓς ἐκαρτέρουν· οὐ γάρ τις εἶδεν ἠρεμοῦν ἐμὸν δόρυ, ἀφ’ οὗ βασιλεὺς οὐρανῶν κέκληκέ με αὐτοκράτορα γῆς, μέγαν βασιλέα· ἀλλ’ ἀγρυπνῶν ἅπαντα τὸν ζωῆς χρόνον Ῥώμης τὰ τέκνα τῆς Νέας ἐρυόμην ὁτὲ στρατεύων ἀνδρικῶς πρὸς ἑσπέραν, ὁτὲ πρὸς αὐτοὺς τοὺς ὅρους τοὺς τῆς ἕω, ἱστῶν τρόπαια πανταχοῦ γῆς μυρία· καὶ μαρτυροῦσι τοῦτο Πέρσαι καὶ Σκύθαι, σὺν οἷς Ἀβασγός, Ἰσμαήλ, Ἄραψ, Ἴβηρ· καὶ νῦν ὁρῶν, ἄνθρωπε, τόνδε τὸν τάφον εὐχαῖς ἀμείβου τὰς ἐμὰς στρατηγίας. | Verses funereal on the tomb of lord (kyr) Basil the Bulgar-slayer and emperor (basileus). Other kings of old, other burial places for themselves ordained, But I, Basil, born to the purple, place my tomb on the site of Hebdomon and I sabbatize from the endless toils which I accepted in battles, and which I endured. For nobody saw my spear at rest, from when the King of Heavens called me autokrator of the earth and senior emperor. but remaining vigilant through the whole span of my life guarding the children of New Rome when I marched bravely to the West (Hesperia), and as far as the very frontiers of the East (Eos), settling countless trophies all over the earth. The Persians and Scythians (Bulgars) bear witness to this, and along with them the Abasgian, Ishmael, the Arab, the Iberian. And now, man, looking upon this tomb reward my campaigns with prayers. | 皇帝（巴西琉斯）保加尔（利亚）人屠夫巴西尔墓碑上的赞美诗。 过去的国王们 指定自己的埋葬之地， 但是我，巴西尔，生于紫室， 将我的墓地定于赫普多蒙， 在这里。我从无尽的辛劳中安息， 生前我接受战争而忍受痛苦。 无人看见我的长矛停息， 当上帝召我为 地上之主和皇帝的那一刻起， 我生命的每时每刻都在保持警醒 以守护新罗马的孩子们 当我勇敢地进军西方（赫斯珀里亚） 还是直至东方（厄俄斯）边疆的最远方， 一路沿着阿布哈兹，以实玛利，阿拉伯，伊比利亚。 大地上布满战利品。 波斯人和斯基泰人（保加利亚人）作为见证， 现在，世人啊，请照看这座坟墓 以祈祷回报我的征服。 |

1204年第四次十字军入侵期间，巴西尔二世的坟墓遭到破坏。

## 遗产
巴西尔二世统治的半个世纪是拜占庭历史最重要历史时期之一。他不断发起军事战争将中世纪的拜占庭帝国推上中世纪实力顶峰。光复多瑙河边界有利于帝国在欧洲地区建立一个更加稳定和安全的边境环境，以此抵御匈牙利人和佩切涅格人的入侵。征服保加利亚和南部斯拉夫人的归降为帝国在巴尔干地区创造了一个相对和平的环境，也保障包括君士坦丁堡在内的大城市免遭过去频繁的围攻和掠劫。虽然安纳托利亚的两巴尔达斯叛乱试图挑战甚至罢黜巴西尔的皇位，但巴西尔在平叛过程中积累了丰富的军事经验使其扭转了对保加利亚战争的形势。巴西尔创建的瓦兰吉卫队为他和他的继承人们提供了一支足以扭转战局的精锐雇佣军，这支军队可以鼓舞士气甚至改变战局，令皇帝的敌人闻风丧胆。
这段时期也是馬其頓復興的兴盛之时，被兴起的古典学术理念被吸纳至基督教艺术和古代哲学研究中。古典学科的研究和皇帝对君士坦丁堡大学图书馆的扩建计工程，使君士坦丁堡大学再次成为当时主要的学术聚集地。尽管巴西尔不是一位文学家，但他是一位相对虔诚的统治者并参与了教堂、修道院的甚至一定程度的城市的建设
。
然而“马其顿王朝缺少血亲”，因此巴西尔二世缺乏继承人，致使巴西尔昏庸的弟弟君士坦丁及其家人继承皇位。即使如此，充足的国库和安定的边疆依旧为帝国继续维持了半个世纪的繁荣和科学进步，帝国俨然是这个时代最强大的国家。巴西尔二世统治末期，帝国人口达到约1,200万。
尽管巴西尔二世成就显著但很快就付之一炬。对格鲁吉亚、亚美尼亚和法蒂玛的战果在1071年曼奇刻特战役后的皇位继承危机及其引发的内战后毁于一旦：罗曼努斯四世被塞尔柱突厥人俘获后，帝国众多将军率军赶往首都争夺皇位，安纳托利亚的边疆几乎处于不设防状态进而被攻占。诺曼人则在1071年4月将拜占庭帝国永远的逐出了南意大利。

## 评价

### 中世纪评价
作为巴西尔二世下一世代的历史学家米海爾·普塞洛斯如此评价：
巴西尔镇压叛乱、打压封建领主、击败帝国的敌人，尤其是光复多瑙河和东方的领土。世界无不敬畏罗马军队的实力。国库里堆满了战争中累积下来的战利品。即使皇帝对文化漠不关心，帝国作为知识的灯塔有些暗淡，但是仍在燃烧发光。君士坦丁堡平民一定很愉快，因为他们的生活丰富多彩。即使城防有些年久失修，人们也没有任何理由害怕城市遭遭受攻击。

### 现代著作的描述和观点

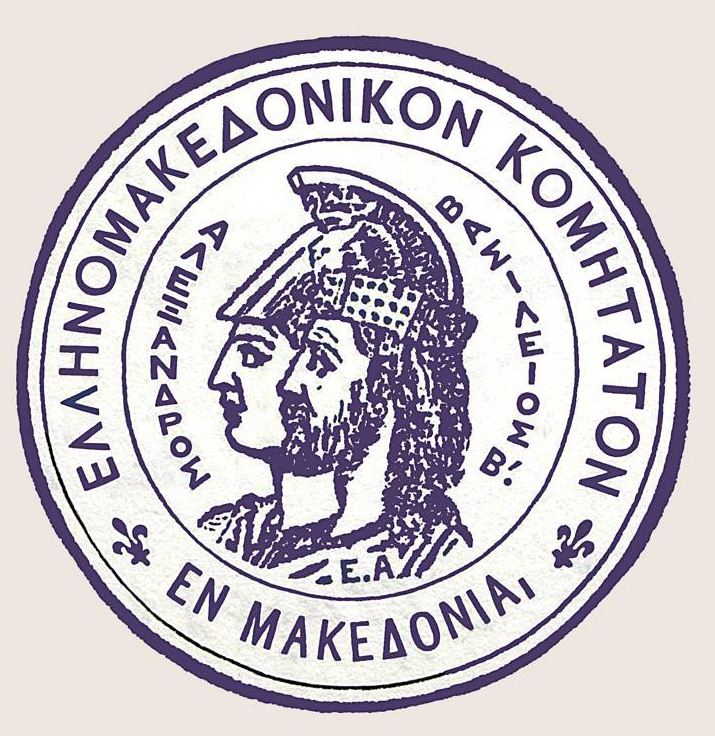
希腊马其顿委员会在马其顿归属争议时期的印章，刻有巴西尔二世（前）和亚历山大大帝

- 20世纪希腊国内出现崇尚巴西尔二世的热潮，因而出版了大量关于他的传记和历史小说。其中之一是由科斯塔斯·基里亚齐斯（希臘語：Κώστας Κυριαζής）撰写的《保加尔（利亚）人屠夫巴西尔》（1964）。其前作《狄奥法诺》（1963）自1964年起不断重印，该作聚焦于巴西尔二世的母亲，通过三名虚构的叙述者来审视巴西尔二世的生活[151]。
- 佩内洛佩·泽尔塔（英语：Penelope Delta）第二部小说《保加尔（利亚）人屠夫时代（英语：Ton Kairo tou Voulgaroktonou）》[152]的故事背景同样发生在巴西尔二世统治时期[153]，这部作品的灵感来源于泽尔塔与著名拜占庭史学家古斯塔夫·斯伦贝谢（英语：Gustave Schlumberger）的书信来往，本作发表于20世纪初，正值马其顿归属争议（英语：Struggle for Macedonia）使希腊人和保加利亚人互相敌视[154]。
- 《烈士与英雄之血》是希腊外交官也是泽尔塔的情人伊翁·德拉古米斯（英语：Ion Dragoumis）的作品，同样于1907年马其顿归属争议时期出版。本书仇视一切关于保加利亚人的事物，甚至鼓动希腊人效仿巴西尔二世：“巴西尔与其挖去这么多人的双眼，还不如直接杀死他们。一方面使这些幸存者免受双眼失明的痛苦，另一方面保加利亚人口也会减少15,000人，这是非常有效的。”德拉古米斯在该作的后半部分预言了“新巴西尔”的出现，他将会“穿越全国，在山区、洞穴、村庄和森林中搜索保加利亚人并将其驱赶或杀戮”[155]。
- 保加利亚评论员亚历山大·基奥塞夫（Alexander Kiossev）在《走进巴尔干》中写道：“一个国家的民族英雄也可能是邻国眼中的恶棍……拜占庭皇帝巴西尔二世虽然是希腊人眼中的伟人。但是对于保加利亚人而言，他是刽子手（原文如此），也是我们民族传说仇恨的对象”[156]。
- 罗斯玛丽·苏特克里夫（英语：Rosemary Sutcliff）1976年的历史小说《血仇（英语：Blood Feud (novel)）》以初创的瓦兰吉卫队中一名成员的视角描述了巴西尔二世[157]。

## 先祖
|  |                                 |  |  |  |  |  |  |  |  |  |  |  |  |  |  |  |
|  | 8.利奥六世                      |  |  |  |  |  |  |  |  |  |  |  |  |  |  |  |
|  |                                 |  |  |  |  |  |  |  |  |  |  |  |  |  |  |  |
|  |                                 |  |  |  |  |  |  |  |  |  |  |  |  |  |  |  |
|  | 4.君士坦丁七世                  |  |  |  |  |  |  |  |  |  |  |  |  |  |  |  |
|  |                                 |  |  |  |  |  |  |  |  |  |  |  |  |  |  |  |
|  |                                 |  |  |  |  |  |  |  |  |  |  |  |  |  |  |  |
|  | 9.佐伊·卡耳玻诺普西娜           |  |  |  |  |  |  |  |  |  |  |  |  |  |  |  |
|  |                                 |  |  |  |  |  |  |  |  |  |  |  |  |  |  |  |
|  |                                 |  |  |  |  |  |  |  |  |  |  |  |  |  |  |  |
|  | 狄奥多拉                        |  |  |  |  |  |  |  |  |  |  |  |  |  |  |  |
|  |                                 |  |  |  |  |  |  |  |  |  |  |  |  |  |  |  |
|  |                                 |  |  |  |  |  |  |  |  |  |  |  |  |  |  |  |
|  | 10.罗曼努斯一世                 |  |  |  |  |  |  |  |  |  |  |  |  |  |  |  |
|  |                                 |  |  |  |  |  |  |  |  |  |  |  |  |  |  |  |
|  |                                 |  |  |  |  |  |  |  |  |  |  |  |  |  |  |  |
|  | 5.海伦娜·拉卡潘努斯             |  |  |  |  |  |  |  |  |  |  |  |  |  |  |  |
|  |                                 |  |  |  |  |  |  |  |  |  |  |  |  |  |  |  |
|  |                                 |  |  |  |  |  |  |  |  |  |  |  |  |  |  |  |
|  | 11.Theodora (wife of Romanos I) |  |  |  |  |  |  |  |  |  |  |  |  |  |  |  |
|  |                                 |  |  |  |  |  |  |  |  |  |  |  |  |  |  |  |
|  |                                 |  |  |  |  |  |  |  |  |  |  |  |  |  |  |  |
|  | 狄奥多拉(罗曼努斯一世之妻)      |  |  |  |  |  |  |  |  |  |  |  |  |  |  |  |
|  |                                 |  |  |  |  |  |  |  |  |  |  |  |  |  |  |  |
|  |                                 |  |  |  |  |  |  |  |  |  |  |  |  |  |  |  |
|  | 6.克拉特罗斯（酒店老板）        |  |  |  |  |  |  |  |  |  |  |  |  |  |  |  |
|  |                                 |  |  |  |  |  |  |  |  |  |  |  |  |  |  |  |
|  |                                 |  |  |  |  |  |  |  |  |  |  |  |  |  |  |  |
|  | 3.狄奥法诺                      |  |  |  |  |  |  |  |  |  |  |  |  |  |  |  |
|  |                                 |  |  |  |  |  |  |  |  |  |  |  |  |  |  |  |
|  |                                 |  |  |  |  |  |  |  |  |  |  |  |  |  |  |  |

|12=
|13=
|14=
|15=
|16= 16.巴西尔一世或米海尔三世
|17= 17.欧多基娅·英格丽娜
|18=
|19=
|20= 20. 忒俄费拉克图斯·阿巴克蒂斯（阿巴斯塔克托斯）
|21=
|22=
|23=
|24=
|25=
|26=
|27=
|28=
|29=
|30=
|31=
}}

## 参阅
- 拜占庭皇帝列表

### 引用
1. ↑  Sue 2014.
2. 1 2  Foss 2005，第93–102頁.
3. 1 2 3  PMBZ，Basileios II. (#20838).
4. ↑  Stephenson 2010，第66–80頁.
5. ↑  陈志强 2003，第249頁.
6. ↑  陈志强 2013，第275頁.
7. ↑  尹忠海 2010，第173頁.
8. ↑  乔治·奥斯特洛格尔斯基 2006，第275頁.
9. ↑  约翰·朱利叶斯·诺里奇 2020.
10. ↑  沃伦·特里高德 2008.
11. ↑  拜尼斯 2012.
12. ↑  诺威奇 2011.
13. ↑  诺曼·戴维斯 2007.
14. ↑  格温·琼斯 1994.
15. ↑  爱德华·N.勒特韦克 2018.
16. 1 2  Stephenson 2000，第62頁.
17. ↑  Magdalino 2003，第10頁.
18. ↑  Stephenson 2010，第89–96頁.
19. ↑  Antonopoulou, Kotzabassi & Loukaki 2015，第274頁.
20. ↑  Schulman 2002，第51頁.
21. 1 2 3  Sewter 1953.
22. ↑  Finlay 1856.
23. ↑  Norwich 1997.
24. ↑  ODB，"Basil II" (C. M. Brand, A. Cutler), pp. 261–262.
25. 1 2  PMBZ，Romanos II. (#26834).
26. ↑  Holmes 2005，第93–94頁.
27. ↑  ODB，"Porphyrogennetos" (M. McCormack), p. 1701.
28. ↑    - McCabe 1913，第140頁
  - Talbot & Sullivan 2005，第99–100頁
  - Vogt 1923，第67–68頁
  - Durant & Durant 1950，第429頁
  - Garland 2002，第126, 128頁
29. ↑  Bréhier 1977，第127頁.
30. ↑  Diehl 1927，第C-207頁.
31. ↑  Miller 1964，第47頁.
32. ↑  Garland 2002，第128, 271 (note 13)頁.
33. ↑  Treadgold 1997，第494頁.
34. ↑  ODB，"Constantine VIII" (C. M. Brand, A. Cutler), pp. 503–504.
35. ↑  PMBZ，Konstantinos VIII. (#23735).
36. ↑  ODB，"Anna" (A. Poppe), p. 103.
37. ↑  PMBZ，Anna (#20436).
38. 1 2 3 4  Garland 2002，第128頁.
39. 1 2  PMBZ，Theophano (#28125).
40. 1 2 3 4 5 6 7 8 9  Cartwright 2017.
41. ↑  Whittow 1996，第348頁.
42. 1 2  Treadgold 1997，第495–498頁.
43. 1 2 3 4 5 6 7 8 9 10 11 12  Holmes 2003.
44. ↑  Stephenson 2010，第34頁.
45. 1 2 3 4   Bury, John Bagnell. . Chisholm, Hugh  (编).  3 (第11版). London: Cambridge University Press: 476. 1911.
46. ↑  ODB，"Basil the Nothos" (A. Kazhdan, A. Cutler), p. 270.
47. ↑  Treadgold 1997.
48. ↑  Kaldellis 2017，第43頁.
49. ↑  Kaldellis 2017，第65頁.
50. ↑  Vogt 1923a，第79頁.
51. 1 2 3 4 5  Brubaker & Tougher 2016，第313頁.
52. 1 2  Bonfil 2009，第334頁.
53. ↑  Vogt 1923b，第84頁.
54. ↑    - Stephenson 2010，第34頁
  -  Bury, John Bagnell. . Chisholm, Hugh  (编).  3 (第11版). London: Cambridge University Press: 476. 1911.
  - Ringrose 2004，第130頁
55. ↑  Ringrose 2004，第130頁.
56. ↑  Shephard 2000，第596頁.
57. ↑  Magdalino 2003，第36頁.
58. 1 2  Cartwright 2018c.
59. ↑  Holmes 2005，第465頁.
60. 1 2  Magdalino 2003，第46頁.
61. ↑  Norwich 1991，第231頁.
62. ↑  Norwich 1991，第242–243頁.
63. ↑  Stephenson 2010，第6頁.
64. ↑  Sewter 1953，第43頁.
65. 1 2  Stephenson 2000，第60頁.
66. ↑  Cross, Morgilevski & Conant 1936，第479頁.
67. ↑  Leong 1997，第5頁.
68. ↑  Morson 1998.
69. ↑  Lev 1995，第202頁.
70. ↑  Kennedy 2004，第324–325頁.
71. ↑  Whittow 1996，第379–380頁.
72. 1 2  Wortley 2010，第322頁.
73. ↑  Kennedy 2004，第325頁.
74. ↑  Lev 1995，第201–203頁.
75. ↑  Magdalino 2003，第86頁.
76. ↑  Stevenson 1926，第252頁.
77. ↑  Lev 1995，第203–205頁.
78. ↑  Lev 1995，第205頁.
79. ↑  Lev 1995，第203, 205–208頁.
80. ↑  Talbot & Sullivan 2005，第3頁.
81. ↑  Holmes 2005，第402頁.
82. 1 2  Stephenson 2010，第14頁.
83. ↑  Norwich 1981，第158頁.
84. ↑  Finlay 1856，第440–441頁.
85. ↑  Wortley 2010，第326頁.
86. ↑  Finlay 1856，第442頁.
87. ↑  Finlay 1856，第442–443頁.
88. ↑  Wortley 2010，第328頁.
89. ↑  Finlay 1856，第443頁.
90. ↑  Stephenson 2010，第26頁.
91. 1 2  Stephenson 2010，第3頁.
92. 1 2 3  Cartwright 2018a.
93. ↑  Stephenson 2000，第74頁.
94. ↑  Wortley 2010，第339頁.
95. ↑  Fine 1991，第277–278頁.
96. ↑  Stephenson 2000，第76頁.
97. ↑  Holmes 2005，第60頁.
98. ↑  Stephenson 2010，第104頁.
99. ↑  Stephenson 2000，第77頁.
100. ↑  Harris 2015，第192頁.
101. ↑  Mango 2002，第180頁.
102. ↑  Holmes 2005，第2頁.
103. ↑  Magdalino 2003，第65頁.
104. ↑  Wortley 2010，第347頁.
105. 1 2  Mango 2002，第309頁.
106. ↑  Holmes 2005，第483頁.
107. ↑    - Vogt 1923，第94頁
  - Norwich 1981，第158頁
  - Holmes 2003
108. ↑  Cooper & Decker 2012，第96頁.
109. ↑  Laiou 2007，第303頁.
110. ↑  Stephenson 2000，第280頁.
111. ↑  Magdalino 2003，第79頁.
112. ↑  Vogt 1923b，第92頁.
113. 1 2  Makris 2006.
114. ↑  ODB，"Allelengyon" (A. Cutler), p. 69.
115. ↑  Thomas & Thomas 1987，第165頁.
116. ↑  Sewter 1953，第19頁.
117. ↑  Magdalino 2003，第85頁.
118. ↑  Stephenson & Hoppenbrouwers 2014，第9頁.
119. ↑  Stephenson 2010，第66頁.
120. ↑  Herrin 2013，第219頁.
121. ↑  Holmes 2005，第260頁.
122. ↑  Kühn 1991，第61ff.頁.
123. ↑  Kühn 1991，第187頁.
124. ↑  Kühn 1991，第192頁.
125. ↑  Kühn 1991，第223頁.
126. ↑  Kühn 1991，第227頁.
127. ↑  Kühn 1991，第233頁.
128. ↑  Haldon 1999，第100–103頁.
129. ↑  Haldon 1999，第90–91頁.
130. ↑  Treadgold 1997，第528–529頁.
131. ↑  Hussey 1998.
132. ↑    - Holmes 2005, p. 433; and 2003
  - Cartwright 2018a
  - Hussey 1998
133. ↑  Rogers 2010，第126頁.
134. ↑  Holmes 2005，第23頁.
135. ↑  Herrin 2013.
136. ↑  Wortley 2010，第28頁.
137. ↑  Mango 2002，第199頁.
138. ↑  Blöndal & Benedikz 2007，第171頁.
139. ↑  Mango 2002，第277頁.
140. ↑  Magdalino 2003，第256頁.
141. ↑  Lawler 2011，第118頁.
142. ↑  Holmes 2005，第280頁.
143. 1 2  Sewter 1953，第29–30頁.
144. ↑  Magdalino 2003，第66頁.
145. ↑  Treadgold 1997，第570頁.
146. ↑  Holmes 2005，第206頁.
147. ↑  Holmes 2005，第203頁.
148. ↑  Mango 2002，第310頁.
149. ↑  Mango 2002，第189頁.
150. ↑  Sewter 1953，第12頁.
151. ↑  Kyriazis 1964.
152. ↑  Beaton 1999，第103頁.
153. ↑  Stephenson 2000，第120頁.
154. ↑  Danfourth 1998.
155. ↑  Dragoumis 1907.
156. ↑  Kiossev 2005.
157. ↑  Sutcliff 1976.
158. 1 2 3 4 5 6 7 8
159. 1 2 3  ODB，"Lekapenos" (A. Kazhdan), pp. 1203–1204.
160. 1 2  Garland 2002，第126, 128頁
161. ↑  Charanis 1963，第35頁.